# Grimelid
Koordinaten: 61° 26′ 22″ N, 5° 4′ 9″ O
Grimelid ist eine heute nahezu verlassene ehemalige Bergarbeitersiedlung auf der Halbinsel Staveneset am Südufer des Stavfjords im Westen von Norwegen, rund 100 km nördlich von Bergen. Der Ort gehört zur Kommune Askvoll in der Fylke (Provinz) Vestland. In Grimelid wurde von 1759 bis 1785 und dann wieder von 1854 bis 1920 Kupfererz aus dem dortigen Grünschiefer-Sedimentgestein abgebaut.

## Geschichte
Im Jahre 1759 erhielten zwei Bürger von Bergen, Wilhelm Teting und B. Reinhardsen, von König Friedrich V. das Privileg, bei Grimelid und bei Saurdalen in Hellevik (Kommune Fjaler) Kupferbergbau zu betreiben. Sie holten Bergleute aus Røros, wo schon seit Mitte des 17. Jahrhunderts Kupfer abgebaut wurde, und binnen kurzer Zeit entstand in Grimelid eine Siedlung von rund 60 Einwohnern. Ein Großteil des Erzes wurde zum Verhütten nach Hallbrend, heute Teil von Førde, gebracht, wo 1761 eine Schmelzhütte gebaut wurde und ausreichend Holzkohle hergestellt werden konnte. Eine Zeitlang wurde auch Holzkohle vom Nordfjord nach Førde gebracht. Diese erste Betriebsperiode dauerte jedoch nur bis 1776, offensichtlich auf Grund von Streit unter den Eigentümern und daraus resultierendem Missmanagement, und das Bergwerk wurde mit allem Zubehör 1785 verkauft.
Erst 1854 versuchte man wieder, in Grimelid mit Kupferabbau Gewinne zu erzielen, als der Kaufmann und Konsul Fredrik Ludvig Konow aus Bergen dort einen Probebetrieb aufnahm. Acht Jahre lang arbeiteten dort 6 bis 12 Leute. Dann wurde 1862 die Firma „Grimelien Kobberværk“ mit dem Bergmeister A. Ellefsen als Hauptakteur gegründet. Das Unternehmen kaufte Land und baute Wohnungen, eine Schule und einen Dorfladen. Das Bergwerk bot Arbeit für etwa 50 Männer und die Bevölkerung im Dorf stieg auf 166 Menschen. Hohe Betriebskosten führten jedoch 1883 zum Konkurs des Unternehmens, und der Betrieb wurde eingestellt. Nach einem Vierteljahr wurde der Anwalt am Obersten Gerichtshof („Overrettsakførar“) R.M.B. Schønberg neuer Eigentümer des Bergwerks.
1904 wurde das Bergwerk an einen Schweden verpachtet, der 1906 den Probebetrieb aufnahm. Ein wirklicher Aufschwung erfolgte jedoch erst nach dem Ausbruch des Weltkriegs im Jahr 1914, als die Nachfrage nach Kupfererz stark anstieg, insbesondere in der Rüstungs- und der Elektroindustrie. 1916 begann die „A/S Christiania Minekompani“ mit bis zu 17 Männern mit dem Bergbau in Grimelid. Anwalt Schønberg wurde wohlhabend, indem er das Bergwerk zuerst verpachtete und dann 1919 an die A/S Christiania Minekompani verkaufte. Nach dem Ende des Kriegs fiel die Nachfrage nach Kupfer jedoch drastisch und die Preise fielen entsprechend. 1920 ging die „Christiania Minekompani“ in Bankrott und damit endete der Bergbau in Grimelid.